# Рут Хактін
Хактін (Фейгіна) Рут (нар. 18 грудня 1901, Сосниця, Чернігівська губернія — пом.14 липня 1991 року (89 років), Ейн-Харод, Ізраїль) — ізраїльська політична діячка.

## Біографія
Народилася в містечку Сосниця в родині Ноаха і Нехами Фейгін. Отримала середню освіту. Брала активну участь в діяльності Сіоністської соціалістичної партії в Російській імперії.
У 1924 емігрувала до Ерец-Ісраелю. Член кібуца Тель-Йосеф. Була членом партії «Ахдут ха-Авода». У 1930 році — одна із засновників партії Мапай.
Після Другої світової війни була спрямована до Італії для роботи з постраждалими у війні.
У 1948 році — одна із засновників партії МАПАМ. Входила до складу Центральної контрольної комісії Гістадрута. Депутат Кнесету 3-6-го скликань (1955-1969).
Зам. голови Кнесету 6-го скликання.